# Czas ucieka 2
Czas ucieka 2 (oryg. 暗戰2 / Am zin 2) – hongkoński kryminalny film akcji z 2001 roku w reżyserii Johnniego To. Sequel jego wcześniejszego filmu Czas ucieka (1999). Premiera odbyła się 27 grudnia 2001 roku.

## Obsada
- Ruby Wong – Madam
- Lam Suet – Ken
- Benz Hui – asystent komisarza Wong Kai Fa
- Kelly Lin – Teresa
- Ekin Cheng – złodziej
- Sean Lau – inspektor Ho Shong Sang[3]

## Nagrody i nominacje
| Rok  | Miejsce                               | Nagroda                | Kategoria                        | Odbiorcy i nominowani | Wynik     |
| ---- | ------------------------------------- | ---------------------- | -------------------------------- | --------------------- | --------- |
| 2002 | Golden Horse Film Festival            | Golden Horse Award     | Best Editing                     | Law Wing-cheung       | Wygrana   |
| 2002 | Golden Horse Film Festival            | Golden Horse Award     | Best Action Choreography         | Bruce Mang            | Wygrana   |
| 2002 | Golden Horse Film Festival            | Golden Horse Award     | Best Cinematography              | Cheng Siu-Keung       | Nominacja |
| 2002 | Golden Horse Film Festival            | Golden Horse Award     | Best Sound Effects               |                       | Nominacja |
| 2002 | Golden Horse Film Festival            | Golden Horse Award     | Best Visual Effects              | Stephen Ma            | Nominacja |
| 2002 | Hong Kong Film Critics Society Awards | Film of Merit          |                                  |                       | Wygrana   |
| 2002 | Chinese Film Media Awards             | China Film Media Award | Best Film – Hong Kong/Taiwan     |                       | Nominacja |
| 2002 | Chinese Film Media Awards             | China Film Media Award | Best Director – Hong Kong/Taiwan | Johnnie To            | Nominacja |